# شهرستان کورساکوفسکی (استان اریول)
شهرستان کورساکوفسکی (به لاتین: Korsakovsky District) یک شهرستان در روسیه است که در استان اریول واقع شده‌است.